# Плейнс (Пенсільванія)
Плейнс (англ. Plains) — переписна місцевість (CDP) в США, в окрузі Лузерн штату Пенсільванія. Населення — 4293 особи (2020).

## Географія
Плейнс розташований за координатами 41°16′33″ пн. ш. 75°51′7″ зх. д. / 41.27583° пн. ш. 75.85194° зх. д. (41.275797, -75.851861).  За даними Бюро перепису населення США в 2010 році переписна місцевість мала площу 3,31 км², уся площа — суходіл.

## Демографія
Згідно з переписом 2010 року, у переписній місцевості мешкало 4335 осіб у 2002 домогосподарствах у складі 1188 родин. Густота населення становила 1309 осіб/км².  Було 2203 помешкання (665/км²).
Расовий склад населення:
| - 96,0 % — білих - 1,1 % — чорних або афроамериканців - 0,9 % — азіатів - 0,1 % — корінних американців |

До двох чи більше рас належало 1,1 %. Частка іспаномовних становила 1,9 % від усіх жителів.
За віковим діапазоном населення розподілялося таким чином: 16,8 % — особи молодші 18 років, 60,9 % — особи у віці 18—64 років, 22,3 % — особи у віці 65 років та старші. Медіана віку мешканця становила 45,4 року. На 100 осіб жіночої статі у переписній місцевості припадало 89,5 чоловіків;  на 100 жінок у віці від 18 років та старших — 85,3 чоловіків також старших 18 років.
Середній дохід на одне домашнє господарство  становив 56 947 доларів США (медіана — 45 883), а середній дохід на одну сім'ю — 67 513 долари (медіана — 59 265). Медіана доходів становила 46 066 доларів для чоловіків та 33 036 доларів для жінок. За межею бідності перебувало 11,1 % осіб, у тому числі 25,9 % дітей у віці до 18 років та 8,2 % осіб у віці 65 років та старших.
Цивільне працевлаштоване населення становило 2028 осіб. Основні галузі зайнятості: освіта, охорона здоров'я та соціальна допомога — 27,4 %, роздрібна торгівля — 14,4 %, мистецтво, розваги та відпочинок — 12,0 %.